# Мојинци
Мојинци (буг. Моинци) су насеље у Србији у општини Димитровград у Пиротском округу. Према попису из 2022. било је 13 становника.

## Демографија
У насељу Мојинци живе 22 пунолетна становника, а просечна старост становништва износи 61,4 година (59,2 код мушкараца и 62,9 код жена). У насељу је 2002. године било 16 домаћинстава, а просечан број чланова по домаћинству био је 2,13.
Ово насеље је великим делом насељено Бугарима (према попису из 2002. године), а у последњих седам пописа примећен је пад у броју становника.
|  |

| Демографија | Демографија | Демографија |
| Година      | Становника  | Становника  |
| ----------- | ----------- | ----------- |
| 1948.       | 273         |             |
| 1953.       | 242         |             |
| 1961.       | 209         |             |
| 1971.       | 143         |             |
| 1981.       | 82          |             |
| 1991.       | 46          | 46          |
| 2002.       | 34          | 38          |
| 2011.       | 24          |             |
| 2022.       | 13          |             |

| Година пописа     | 1948. | 1953. | 1961. | 1971. | 1981. | 1991. | 2002. |
| ----------------- | ----- | ----- | ----- | ----- | ----- | ----- | ----- |
| Број домаћинстава | 44    | 44    | 45    | 39    | 30    | 23    | 16    |

| Број чланова      | 1 | 2 | 3 | 4 | 5 | 6 | 7 | 8 | 9 | 10 и више | Просек |
| ----------------- | - | - | - | - | - | - | - | - | - | --------- | ------ |
| Број домаћинстава | 6 | 6 | 2 | 1 | 0 | 1 | 0 | 0 | 0 | 0         | 2,13   |

| Пол    | Укупно | Неожењен/Неудата | Ожењен/Удата | Удовац/Удовица | Разведен/Разведена | Непознато |
| ------ | ------ | ---------------- | ------------ | -------------- | ------------------ | --------- |
| Мушки  | 12     | 1                | 9            | 2              | 0                  | 0         |
| Женски | 19     | 6                | 9            | 4              | 0                  | 0         |
| УКУПНО | 31     | 7                | 18           | 6              | 0                  | 0         |

| Пол    | Укупно                    | Пољопривреда, лов и шумарство | Рибарство                            | Вађење руде и камена | Прерађивачка индустрија       |
| ------ | ------------------------- | ----------------------------- | ------------------------------------ | -------------------- | ----------------------------- |
| Мушки  | 9                         | 8                             | 0                                    | 0                    | 0                             |
| Женски | 11                        | 9                             | 0                                    | 0                    | 1                             |
| УКУПНО | 20                        | 17                            | 0                                    | 0                    | 1                             |
| Пол    | Производња и снабдевање   | Грађевинарство                | Трговина                             | Хотели и ресторани   | Саобраћај, складиштење и везе |
| Мушки  | 0                         | 0                             | 0                                    | 1                    | 0                             |
| Женски | 0                         | 0                             | 0                                    | 1                    | 0                             |
| УКУПНО | 0                         | 0                             | 0                                    | 2                    | 0                             |
| Пол    | Финансијско посредовање   | Некретнине                    | Државна управа и одбрана             | Образовање           | Здравствени и социјални рад   |
| Мушки  | 0                         | 0                             | 0                                    | 0                    | 0                             |
| Женски | 0                         | 0                             | 0                                    | 0                    | 0                             |
| УКУПНО | 0                         | 0                             | 0                                    | 0                    | 0                             |
| Пол    | Остале услужне активности | Приватна домаћинства          | Екстериторијалне организације и тела | Непознато            | Непознато                     |
| Мушки  | 0                         | 0                             | 0                                    | 0                    | 0                             |
| Женски | 0                         | 0                             | 0                                    | 0                    | 0                             |
| УКУПНО | 0                         | 0                             | 0                                    | 0                    | 0                             |

| Етнички састав према попису из 2002.‍ | Етнички састав према попису из 2002.‍ | Етнички састав према попису из 2002.‍ | Етнички састав према попису из 2002.‍ | Етнички састав према попису из 2002.‍ |
| ------------------------------------ | ------------------------------------ | ------------------------------------ | ------------------------------------ | ------------------------------------ |
|                                      |                                      |                                      |                                      |                                      |
| Бугари                               | Бугари                               |                                      | 32                                   | 94,11%                               |
| Срби                                 | Срби                                 |                                      | 2                                    | 5,88%                                |

| Етнички састав према попису из 2022.‍ | Етнички састав према попису из 2022.‍ | Етнички састав према попису из 2022.‍ | Етнички састав према попису из 2022.‍ | Етнички састав према попису из 2022.‍ |
| ------------------------------------ | ------------------------------------ | ------------------------------------ | ------------------------------------ | ------------------------------------ |
|                                      |                                      |                                      |                                      |                                      |
| Бугари                               | Бугари                               |                                      | 7                                    | 53,8%                                |
| непознато                            | непознато                            |                                      | 5                                    | 46,2%                                |